# Африканские мученики

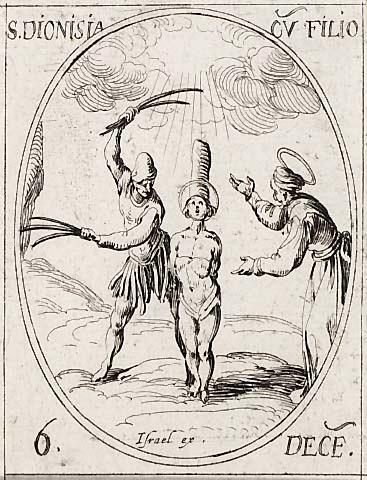
Святая Дионисия и её сын, Жак Калло, 1630-е

Африка́нские му́ченики Диони́сия (Dionysia, Dionisia), Дати́ва (Dativa), Лео́нтия (Leontia), Те́рций (Tertius), Емелиа́н, Вонифа́тий (Boniface), Майо́рик (Majoricus) и Сервуза́р (Servusare) (умерли в 484 году) — День памяти — 8 декабря.
Святые были умучены во время правления короля-вандалами-арианами во время гонений в Проконсульской Африке, согласно Виктору из Виты. Эти мученики были убиты во время правления арианского короля Гунериха. Согласно Виктору, его современница Дионисия была прекрасной благородной дамой, которая была убита во время этих гонений. Сын Дионисии Майорик, равно как и сестра Дионисии Датива были убиты.
Дионисия была подвернута страшным пыткам на глазах своего сына. Дионисия тем не менее укрепляла его, вдохновляя быть стойким в вере. Майорик, Датива и Дионисия были заживо сожжены.
Также была убита Леонтия, дочь епископа Германа из Перады (Perada, Paradana). Врач по имени Эмилий (Emilius, Emelius) (Емельян, согласно Узуарду, был деверем св. Дативы). Терций был монахом из Бизацены. Вонифатий, именуемый Сибиденций (Sibidense), был епископом Сицилиббы (Sicilibba) в Проконсульской Африке. С Эмилия и Терция была содрана кожа.
Две другие фигуры ассоциируются с тем же самым преследованием и поминаются в тот же день: Серв (Servus) или Сервий (Servius), который был умучен в Тибурбии (Tuburbium), и Виктория (Victoria) или Виктрикс (Victrix), которая была умучена в Кукузе (Cucusa, Colusitana, Culcitana).
Серв был повешен, но выбрался из петли и бежал, после чего его гнали по улицам. Виктория была повешена над огнём. Муж Виктории уговаривал её отречься от веры ради детей, но она отказалась. Полагая, что она умерла, власти оставили её на земле. Имеется предание, согласно которому она была исцелена юной девой.